# Lecidea albofuscescens
Lecidea albofuscescens är en lavart som beskrevs av William Nylander. 
Lecidea albofuscescens ingår i släktet Lecidea och familjen Lecideaceae. Arten är reproducerande i Sverige.